# HR 8799
HR 8799は、ペガスス座に属し、太陽系から129光年(39パーセク)の距離に存在する主系列星で、かじき座γ型変光星である。また、うしかい座λ型星にも分類される。HR 8799という名称はハーバード改訂光度カタログにおける識別子である。
| 太陽 | HR 8799   |
| ---- | --------- |
| 太陽 | Exoplanet |

## 特徴
この恒星のスペクトル分類は複雑で、水素のバルマー線のプロファイルと有効温度に合うスペクトル型はF0だが、カルシウムのK線やその他金属のスペクトル線はA5の方がよく合う。
炭素や酸素の存在比は太陽に比べるとやや高い。一方、うしかい座λ型星では硫黄の存在比が太陽並みである場合が多いが、この恒星の場合は太陽の35%程度しかない。また、ナトリウムより重い元素も少なく、鉄の存在比は太陽の28%でしかない。星震学の観測からは、うしかい座λ型星の元素組成の異常は表層的なもので、恒星全体ではそれ程異常ではないと推測されることから、恒星の周囲から金属量の低いガスが降着した影響ではないかとみられる。
星震学に基づくスペクトルの分析から、この恒星の自転軸の傾斜角はおよそ40°以上ある一方、この恒星系の惑星の軌道傾斜角は約20°と、中心星の自転と惑星の公転の軸にはずれがある。
チャンドラX線観測衛星による観測では、A型星で考えられるより強い軟X線の放射を検出し、内部の構造はF0型に近いとみられる。

## 惑星系
HR 8799 には、2010年までに4つの太陽系外惑星が知られている。これらは惑星の光を直接撮影して発見された。惑星から恒星までの距離はそれぞれ15AU、24AU、38AU、68AUで、質量はいずれも木星の5～10倍程度と推定されている。また、惑星系には細かなダストが多く存在しており、原始天体同士の衝突によりダストがばら撒かれるプロセスが進行していると考えられている。惑星系は、誕生から6000万年程しかたっていない、若い惑星系と推定されている。

### 観測

#### 撮像観測
2008年11月、ヘルツバーグ天体物理学研究所のクリスチャン・ マロイスと彼のチームは、ハワイのケック望遠鏡とジェミニ北望遠鏡による補償光学を取り入れた近赤外線撮像観測によって、恒星の軌道上に3つの惑星を直接観測したことを発表した。
2009年4月には、1998年にハッブル宇宙望遠鏡で撮影されたHR 8799の画像を最新の処理技術を用いて分析したところ、一番外側の惑星bが写っていたことが確認され、更に2011年10月には同じデータが惑星c、惑星dの姿もとらえていたことが確認された。また2009年5月には、2002年にすばる望遠鏡で撮影された画像にも惑星bが写っていたことが確認された。
惑星bのすぐ外側には太陽系のエッジワース・カイパーベルトに似た塵の円盤が存在している。これは地球から300光年以内に存在する中でもっとも大型な物のひとつで、星系の内側には地球型惑星が存在できる余地がある。
2010年12月、4つ目の惑星HR 8799 eの存在が発表された。他の3つの惑星と同じく、直接撮影による方法で発見された。また、軌道のすぐ内側に小惑星帯がある可能性も示されている。
2009年1月、スピッツァー赤外線観測衛星による観測で、星周塵による3つの構造が検出された。惑星eの内側に比較的温度の高い（~ 150 K）塵の円盤、惑星bの外側に低温（~ 45 K）の塵の円盤、更にその外に巨大な（~ 2,000 AU）ハロがある。

#### 分光観測
2010年1月、ヨーロッパ南天天文台は超大型望遠鏡を用いて行ったHR 8799 cの観測成果を発表した。この観測では、太陽系外惑星が放つ光が世界で初めて直接的な形でスペクトルに分解された。ケック望遠鏡による分光観測や狭帯域の多波長測光観測で、HR 8799 bの大気には酸素が豊富に含まれること、表層では鉛直方向に物質の撹拌が起きていることが予測される。惑星大気の理論モデルと比較すると、金属量が多い場合（太陽のおよそ10倍程度）のモデルとよく合致する。また、同じくケック望遠鏡によるHR 8799 cの分光観測からは、惑星cは中心の恒星と比べて炭素が豊富であることがわかり、惑星cが原始惑星への物質降着によって形成されたことを示唆している。
2012年には、パロマー天文台のプロジェクト1640の近赤外線面分光装置を使って、4つの惑星の同時分光観測が行われ、惑星の化学組成、特にアンモニア、二酸化炭素、メタンの量の違いから、4つの惑星全てが異なる性質を持つことがわかった。
| 名称 （恒星に近い順） | 質量      | 軌道長半径 （天文単位） | 公転周期 (年) | 軌道離心率 | 軌道傾斜角 | 半径      |
| --------------------- | --------- | ----------------------- | ------------- | ---------- | ---------- | --------- |
| 小惑星帯(推定)        | ? au      | ? au                    | ? au          | ? au       | —          | —         |
| e                     | 9±4 MJ    | ~ 14.5 ± 0.5            | ~ 49.28       | —          | —          | 2.0802 RJ |
| d                     | 10±3 MJ   | ~ 27                    | ~ 112.3966    | >0.04      | —          | 1.2 RJ    |
| c                     | 10±3 MJ   | ~ 42.9                  | ~ 224.8946    | —          | —          | 1.3 RJ    |
| b                     | 7+4 −2 MJ | ~ 68                    | ~ 449.6797    | —          | —          | 1.2 RJ    |
| 塵の円盤              | 75 au     | 75 au                   | 75 au         | 75 au      | —          | —         |